# آشتن (اتریش)
آشتن (به آلمانی: Asten) یک منطقهٔ مسکونی در اتریش است که در ناحیه لینتس لند واقع شده‌است. آشتن ۸٫۵ کیلومتر مربع مساحت دارد ۲۵۵ متر بالاتر از سطح دریا واقع شده‌است.